# Sam Gibbons
Sam Melville Gibbons (Tampa, 20 gennaio 1920 – Tampa, 10 ottobre 2012) è stato un politico statunitense, membro della Camera dei Rappresentanti per lo stato della Florida dal 1963 al 1997.

## Biografia
Nato a Tampa, dopo gli studi all'Università della Florida, Gibbons prese parte alla seconda guerra mondiale e fece parte della 101ª Divisione aviotrasportata e, grazie al suo operato in Normandia, venne insignito della Bronze Star Medal e fu congedato con onore col grado di maggiore.
Tra il 1953 e il 1962 Gibbons servì all'interno della legislatura statale della Florida come membro del Partito Democratico e nel 1963 approdò alla Camera dei Rappresentanti dove venne rieletto altre volte, finché nel 1996 decise di ritirarsi dopo trentaquattro anni al Congresso e tornò a vivere a Tampa, dove morì nell'ottobre del 2012 all'età di novantadue anni.